# Zoltán Schenker
Zoltán Schenker (Sânmartin, 13 ottobre 1880 – Budapest, 25 agosto 1966) è stato uno schermidore ungherese, vincitore di una medaglia d'oro, una d'argento ed una di bronzo nella scherma ai giochi olimpici.